# Далалоян, Артур Грачьевич
Арту́р Гра́чьевич Далалоя́н (род. 26 апреля 1996 года, Тирасполь, Молдавия) — российский гимнаст, олимпийский чемпион 2020 года, трёхкратный чемпион мира, пятикратный чемпион Европы. Заслуженный мастер спорта России.

## Биография

### Юниорские годы
Начал заниматься гимнастикой в шесть лет в Новосибирске, также ходил в секцию по дзюдо и на кружок лепки из глины. Через год после начала тренировок семья переехала в Москву, где Далалоян попал в клуб «Динамо». Первым тренером стал Александр Калинин. В 13 лет Далалоян вошёл в состав юниорской сборной России. Два года спустя был исключён из команды за нарушения дисциплины, несмотря на то что на первенстве России стал чемпионом в упражнениях на перекладине и бронзовым призёром в личном и командном многоборье.
По возвращении в команду выиграл золотые медали в вольных упражнениях и на брусьях, а также попал в тройку призёров в опорном прыжке и командном турнире. В том же году достиг первых значимых успехов и на международном уровне: в 2013 году на Всемирной Гимназиаде в Бразилии стал трёхкратным чемпионом (в командных соревнованиях, в упражнении на кольцах и опорном прыжке), а также выиграл бронзовую медаль в многоборье и «серебро» в упражнениях на перекладине. В 2014 году Далалоян на первенстве России опять стал двукратным победителем соревнований (в командном первенстве и вольных упражнениях) и трёхкратным призёром (выиграл «серебро» в упражнениях на кольцах и перекладине и «бронзу» в опорном прыжке). На первенстве Европы занял второе место в командном многоборье. В том же году дебютировал на взрослых соревнованиях — Кубке России, однако не смог попасть в число призёров.
Также участвовал в номере Александры Головченко от России на Детском Евровидении 2007.

### Взрослая карьера
В 2015 году Далалоян добился первых успехов на соревнованиях взрослого уровня: он стал бронзовым призёром чемпионата России в вольных упражнениях, а на Кубке страны выиграл серебряную медаль в командном многоборье и занял третье место в опорном прыжке. В 2016 году, несмотря на призовые места на чемпионате и Кубке России, он не вошёл в состав сборной России на Олимпийские игры. В декабре того же года стал победителем Кубка Воронина.
В 2017 году на чемпионате России впервые выиграл золотые медали в личном и командном многоборье, а также «серебро» в опорном прыжке. Через несколько месяцев впервые участвовал на крупнейших международных соревнованиях — чемпионате Европы. В личном многоборье он уступил в упорной борьбе только олимпийскому чемпиону украинцу Олегу Верняеву, а в опорном прыжке стал чемпионом Европы, опередив таких титулованных гимнастов, как Верняева, Марьяна Драгулеску и Игоря Радивилова. На Кубке России Далалоян выиграл две золотые (в опорном прыжке и командном первенстве) и две серебряные медали (в вольных упражнениях и на брусьях). Впервые попал на чемпионат мира, где выступал в двух видах — вольных упражнениях и опорном прыжке. Но из-за перелома голеностопа, полученного накануне соревнований, остался без медалей.
В 2018 году Далалоян на чемпионате России защитил титулы в личном и командном многоборье, а также стал вторым в вольных упражнениях и третьим на кольцах. На чемпионате Европы выиграл три золотые медали (в командном многоборье, опорном прыжке и упражнениях на брусьях) и «бронзу» в вольных упражнениях. По завершении соревнований Далалояну был вручён специальный трофей за общекомандную победу сборной России на первом объединённом чемпионате Европы по летним видам спорта.
По результатам 2018 года Далалоян был удостоен премии «Серебряная лань», присуждаемой Федерацией спортивных журналистов России лучшим спортсменам.
На чемпионате Европы 2019 года в Щецине завоевал серебряную медаль в многоборье, уступив своему товарищу по команде — Никите Нагорному. Завоевал «золото» в вольных упражнениях и стал двукратным бронзовым призёром в упражнении на перекладине и опорном прыжке.

На чемпионате мира 2019 года в Штутгарте (Германия) Далалоян завоевал серебряную медаль в личном многоборье, уступив Нагорному. В командном многоборье вместе с Нагорным, Иваном Стретовичем, Давидом Белявским и Денисом Аблязиным принёс России первую за 28 лет победу в командном первенстве.
«<…> Когда отходишь после соревнований, они потихоньку забываются. Остается некое высокое чувство, что ты чемпион мира в командном финале, у тебя самая крутая команда на планете… Это потому, что у нас такое впервые… Это было в первый раз в истории России. Меня еще на свете не было, когда сборная СССР в последний раз брала командное первенство».
16 апреля 2021 года на контрольной тренировке перед отъездом на чемпионат Европы Артур получил разрыв ахиллесова сухожилия. На следующий день гимнаст был прооперирован. По прогнозам врачей, через полгода гимнаст должен был только начать осторожно ходить и бегать. Однако уже через три месяца, на Летних Олимпийских играх 2020 года в Токио в составе команды ОКР совместно с Никитой Нагорным, Давидом Белявским и Денисом Аблязиным завоевал первую для российских гимнастов с 1996 года золотую медаль в командном первенстве, а также стал шестым в индивидуальном многоборье.
В июне 2024 года стал серебряным призёром Игр стран БРИКС в упражнениях на кольцах и в индивидуальном многоборье.
Участник первого сезона экстремального спортивного телешоу «Суперниндзя» на канале СТС. В 2024 году принял участие в первом сезоне шоу «Титаны» телеканала ТНТ под номером «1», дошёл до финального выпуска.

## Личная жизнь
Женат. Супруга — Ольга Бородина. У Ольги есть сын Степан от предыдущих отношений. Предложение руки и сердца своей возлюбленной Артур сделал в марте 2019 года.
16 августа 2019 года у пары родилась дочь Николь. В марте 2021 года Ольга подарила Артуру вторую дочь — Каролину.

## Результаты
| Год  | Турнир                                    | Место проведения | Вид программы         | Место                               | Баллы                               | Место (квалиф.)             | Баллы (квалиф.)             |
| ---- | ----------------------------------------- | ---------------- | --------------------- | ----------------------------------- | ----------------------------------- | --------------------------- | --------------------------- |
| 2014 | Кубок России по спортивной гимнастике     | Пенза            | Командное многоборье  | 5                                   | 239,250                             | 4                           | 247,050                     |
| 2014 | Кубок России по спортивной гимнастике     | Пенза            | Абсолютное первенство | 11                                  | 82,200                              |                             |                             |
| 2014 | Кубок России по спортивной гимнастике     | Пенза            | Вольные упражнения    | 8                                   | 12,600                              | 9                           | 14,550                      |
| 2014 | Кубок России по спортивной гимнастике     | Пенза            | Кольца                | 7                                   | 14,267                              | 6                           | 14,550                      |
| 2014 | Кубок России по спортивной гимнастике     | Пенза            | Параллельные брусья   | Не прошёл квалификацию              | Не прошёл квалификацию              | 11                          | 14,250                      |
| 2015 | Чемпионат России по спортивной гимнастике | Пенза            | Командное многоборье  | 4                                   | 249,850                             | 7                           | 386,200                     |
| 2015 | Чемпионат России по спортивной гимнастике | Пенза            | Абсолютное первенство | 8                                   | 82,200                              |                             |                             |
| 2015 | Чемпионат России по спортивной гимнастике | Пенза            | Вольные упражнения    | 3                                   | 15,133                              | 5                           | 14,850                      |
| 2015 | Чемпионат России по спортивной гимнастике | Пенза            | Опорный прыжок        | 6                                   | 13,733                              | 5                           | 13,900                      |
| 2015 | Кубок России по спортивной гимнастике     | Пенза            | Командное многоборье  | 2                                   | 254,400                             | 2                           | 254,200                     |
| 2015 | Кубок России по спортивной гимнастике     | Пенза            | Абсолютное первенство | 6                                   | 84,300                              |                             |                             |
| 2015 | Кубок России по спортивной гимнастике     | Пенза            | Опорный прыжок        | 3                                   | 14,300                              |                             |                             |
| 2016 | Чемпионат России по спортивной гимнастике | Пенза            | Командное многоборье  | 3                                   | 422,068                             | Квалификация не проводилась | Квалификация не проводилась |
| 2016 | Чемпионат России по спортивной гимнастике | Пенза            | Абсолютное первенство | 5                                   | 173,068                             | 5                           | 87,501                      |
| 2016 | Чемпионат России по спортивной гимнастике | Пенза            | Вольные упражнения    | 8                                   | 13,400                              | 4                           | 15,267                      |
| 2016 | Чемпионат России по спортивной гимнастике | Пенза            | Конь-махи             | 4                                   | 13,500                              | 3                           | 14,700                      |
| 2016 | Чемпионат России по спортивной гимнастике | Пенза            | Кольца                | 5                                   | 14,467                              | 8                           | 14,567                      |
| 2016 | Чемпионат России по спортивной гимнастике | Пенза            | Опорный прыжок        | 3                                   | 14,667                              | 4                           | 14,617                      |
| 2016 | Чемпионат России по спортивной гимнастике | Пенза            | Параллельные брусья   | 4                                   | 15,100                              | 5                           | 15,367                      |
| 2016 | Кубок России по спортивной гимнастике     | Пенза            | Командное многоборье  | 3                                   | 415,933                             | Квалификация не проводилась | Квалификация не проводилась |
| 2016 | Кубок России по спортивной гимнастике     | Пенза            | Абсолютное первенство | 6                                   | 167,534                             | 10                          | 82,433                      |
| 2016 | Кубок России по спортивной гимнастике     | Пенза            | Вольные упражнения    | 5                                   | 14,400                              |                             |                             |
| 2016 | Кубок России по спортивной гимнастике     | Пенза            | Параллельные брусья   | 2                                   | 14,800                              |                             |                             |
| 2017 | Чемпионат России по спортивной гимнастике | Казань           | Командное многоборье  | 1                                   | 329,124                             | Квалификация не проводилась | Квалификация не проводилась |
| 2017 | Чемпионат России по спортивной гимнастике | Казань           | Абсолютное первенство | 1                                   | 167,930                             | 1                           | 84,431                      |
| 2017 | Чемпионат России по спортивной гимнастике | Казань           | Вольные упражнения    | 8                                   | 9,600                               | 4                           | 13,966                      |
| 2017 | Чемпионат России по спортивной гимнастике | Казань           | Конь-махи             | 6                                   | 13,233                              | 5                           | 14,033                      |
| 2017 | Чемпионат России по спортивной гимнастике | Казань           | Опорный прыжок        | 2                                   | 14,133                              | 2                           | 14,416                      |
| 2017 | Чемпионат России по спортивной гимнастике | Казань           | Параллельные брусья   | 4                                   | 13,133                              | 2                           | 14,500                      |
| 2017 | Чемпионат России по спортивной гимнастике | Казань           | Перекладина           | 6                                   | 12,366                              | 3                           | 13,766                      |
| 2017 | Чемпионат Европы                          | Клуж-Напока      | Абсолютное первенство | 2                                   | 85,498                              | 2                           | 85,198                      |
| 2017 | Чемпионат Европы                          | Клуж-Напока      | Вольные упражнения    | Не прошёл квалификацию              | Не прошёл квалификацию              | 10                          | 14,300                      |
| 2017 | Чемпионат Европы                          | Клуж-Напока      | Конь-махи             | Не прошёл квалификацию              | Не прошёл квалификацию              | 33                          | 13,500                      |
| 2017 | Чемпионат Европы                          | Клуж-Напока      | Кольца                | Не прошёл квалификацию              | Не прошёл квалификацию              | 13                          | 14,366                      |
| 2017 | Чемпионат Европы                          | Клуж-Напока      | Опорный прыжок        | 1                                   | 14,933                              | 3                           | 14,533                      |
| 2017 | Чемпионат Европы                          | Клуж-Напока      | Параллельные брусья   | Третий от страны, не прошёл в финал | Третий от страны, не прошёл в финал | 8                           | 14,466                      |
| 2017 | Чемпионат Европы                          | Клуж-Напока      | Перекладина           | Не прошёл квалификацию              | Не прошёл квалификацию              | 13                          | 13,666                      |
| 2017 | Кубок России по спортивной гимнастике     | Екатеринбург     | Командное многоборье  | 1                                   | 255,1                               | Квалификация не проводилась | Квалификация не проводилась |
| 2017 | Кубок России по спортивной гимнастике     | Екатеринбург     | Абсолютное первенство | 4                                   | 168,900                             | 3                           | 85,000                      |
| 2017 | Кубок России по спортивной гимнастике     | Екатеринбург     | Вольные упражнения    | 2                                   | 14,800                              | 1                           | 14,750                      |
| 2017 | Кубок России по спортивной гимнастике     | Екатеринбург     | Кольца                | 4                                   | 14,533                              | 2                           | 14,700                      |
| 2017 | Кубок России по спортивной гимнастике     | Екатеринбург     | Опорный прыжок        | 1                                   | 14,866                              | 3                           | 14,500                      |
| 2017 | Кубок России по спортивной гимнастике     | Екатеринбург     | Параллельные брусья   | 2                                   | 14,900                              | 8                           | 15,200                      |
| 2017 | Чемпионат мира                            | Монреаль         | Вольные упражнения    | Не прошёл квалификацию              | Не прошёл квалификацию              | 48                          | 13,333                      |
| 2017 | Чемпионат мира                            | Монреаль         | Опорный прыжок        | 8                                   | 13,966                              | 9                           | 14,608                      |
| 2018 | Чемпионат России по спортивной гимнастике | Казань           | Командное многоборье  | 1                                   | 332,150                             | Квалификация не проводилась | Квалификация не проводилась |
| 2018 | Чемпионат России по спортивной гимнастике | Казань           | Абсолютное первенство | 1                                   | 171,45                              | 2                           | 85,250                      |
| 2018 | Чемпионат России по спортивной гимнастике | Казань           | Вольные упражнения    | 2                                   | 14,566                              | 2                           | 14,750                      |
| 2018 | Чемпионат России по спортивной гимнастике | Казань           | Кольца                | 3                                   | 14,333                              | 2                           | 14,400                      |
| 2018 | Чемпионат России по спортивной гимнастике | Казань           | Параллельные брусья   | 5                                   | 14,633                              | 3                           | 14,750                      |
| 2018 | Чемпионат России по спортивной гимнастике | Казань           | Перекладина           | 6                                   | 13,500                              | 2                           | 13,900                      |
| 2018 | Кубок России по спортивной гимнастике     | Челябинск        | Командное многоборье  | 1                                   | 250,893                             | Квалификация не проводилась | Квалификация не проводилась |
| 2018 | Кубок России по спортивной гимнастике     | Челябинск        | Абсолютное первенство | 1                                   | 167,929                             | 1                           | 84,598                      |
| 2018 | Кубок России по спортивной гимнастике     | Челябинск        | Вольные упражнения    | 2                                   | 14,400                              | 3                           | 14,666                      |
| 2018 | Кубок России по спортивной гимнастике     | Челябинск        | Кольца                | 2                                   | 13,900                              | 3                           | 14,433                      |
| 2018 | Кубок России по спортивной гимнастике     | Челябинск        | Опорный прыжок        | 7                                   | 13,583                              | 2                           | 14,583                      |
| 2018 | Кубок России по спортивной гимнастике     | Челябинск        | Параллельные брусья   | 4                                   | 14,866                              | 4                           | 14,600                      |
| 2018 | Кубок России по спортивной гимнастике     | Челябинск        | Перекладина           | 2                                   | 14,166                              | 1                           | 14,100                      |
| 2018 | Чемпионат Европы                          | Глазго           | Командное многоборье  | 1                                   | 257,260                             | 1                           | 259,427                     |
| 2018 | Чемпионат Европы                          | Глазго           | Вольные упражнения    | 3                                   | 14,466                              | 2                           | 14,600                      |
| 2018 | Чемпионат Европы                          | Глазго           | Кольца                | Не прошёл квалификацию              | Не прошёл квалификацию              | 11                          | 14,533                      |
| 2018 | Чемпионат Европы                          | Глазго           | Опорный прыжок        | 1                                   | 14,900                              | 3                           | 14,716                      |
| 2018 | Чемпионат Европы                          | Глазго           | Параллельные брусья   | 1                                   | 15,433                              | 2                           | 15,466                      |
| 2018 | Чемпионат мира                            | Доха             | Командное многоборье  | 2                                   | 256,585                             | 1                           | 258,402                     |
| 2018 | Чемпионат мира                            | Доха             | Абсолютное первенство | 1                                   | 87,598                              | 4                           | 84,572                      |
| 2018 | Чемпионат мира                            | Доха             | Вольные упражнения    | 1                                   | 14,900                              | 1                           | 14,833                      |
| 2018 | Чемпионат мира                            | Доха             | Конь-махи             | Не прошёл квалификацию              | Не прошёл квалификацию              | 72                          | 11,766                      |
| 2018 | Чемпионат мира                            | Доха             | Кольца                | Не прошёл квалификацию              | Не прошёл квалификацию              | 22                          | 14,100                      |
| 2018 | Чемпионат мира                            | Доха             | Опорный прыжок        | 2                                   | 14,883                              | 2                           | 14,766                      |
| 2018 | Чемпионат мира                            | Доха             | Параллельные брусья   | 3                                   | 15,366                              | 5                           | 15,041                      |
| 2018 | Чемпионат мира                            | Доха             | Перекладина           | 8                                   | 12,666                              | 8                           | 14,166                      |
| 2019 | Чемпионат Европы                          | Щецин            | Абсолютное первенство | 2                                   | 87,832                              | 4                           | 87,930                      |
| 2019 | Чемпионат Европы                          | Щецин            | Вольные упражнения    | 1                                   | 15,100                              | 1                           | 14,966                      |
| 2019 | Чемпионат Европы                          | Щецин            | Конь-махи             | Не прошёл квалификацию              | Не прошёл квалификацию              | 9                           | 14,066                      |
| 2019 | Чемпионат Европы                          | Щецин            | Кольца                | Не прошёл квалификацию              | Не прошёл квалификацию              | 9                           | 14,566                      |
| 2019 | Чемпионат Европы                          | Щецин            | Опорный прыжок        | 3                                   | 14,533                              | 1                           | 14,866                      |
| 2019 | Чемпионат Европы                          | Щецин            | Параллельные брусья   | 4                                   | 14,966                              | 6                           | 14,866                      |
| 2019 | Чемпионат Европы                          | Щецин            | Перекладина           | 3                                   | 14,800                              | 1                           | 14,666                      |
| 2019 | Чемпионат мира                            | Штутгарт         | Командное многоборье  | 1                                   | 261,726                             | 1                           | 259,928                     |
| 2019 | Чемпионат мира                            | Штутгарт         | Абсолютное первенство | 2                                   | 87,165                              | 4                           | 86,531                      |
| 2019 | Чемпионат мира                            | Штутгарт         | Вольные упражнения    | 4                                   | 14,800                              | 5                           | 14,733                      |
| 2019 | Чемпионат мира                            | Штутгарт         | Конь-махи             | Не прошёл квалификацию              | Не прошёл квалификацию              | 37                          | 13,366                      |
| 2019 | Чемпионат мира                            | Штутгарт         | Кольца                | Не прошёл квалификацию              | Не прошёл квалификацию              | 18                          | 14,133                      |
| 2019 | Чемпионат мира                            | Штутгарт         | Опорный прыжок        | 2                                   | 14,933                              | 2                           | 14,716                      |
| 2019 | Чемпионат мира                            | Штутгарт         | Параллельные брусья   | Не прошёл квалификацию              | Не прошёл квалификацию              | 11                          | 14,733                      |
| 2019 | Чемпионат мира                            | Штутгарт         | Перекладина           | 3                                   | 14,533                              | 5                           | 14,433                      |

## Награды
- Орден Дружбы (11 августа 2021 года) — за большой вклад в развитие отечественного спорта, высокие спортивные достижения, волю к победе, стойкость и целеустремленность, проявленные на Играх XXXII Олимпиады 2020 года в городе Токио (Япония)[20].